# Cordia senegalensis
Cordia senegalensis är en strävbladig växtart som beskrevs av Antoine Laurent de Jussieu. Cordia senegalensis ingår i släktet Cordia, och familjen strävbladiga växter. Inga underarter finns listade i Catalogue of Life.